# Morti nel 1705
| Questa pagina contiene informazioni ricavate automaticamente dalle voci biografiche con l'ausilio del template Bio e di un bot. L'aggiornamento è periodico e automatico e ricostruisce completamente la pagina. Se manca una persona in questa lista, sei pregato di non aggiungerla, ma accertati piuttosto che la sua voce biografica contenga il template Bio e che i dati anagrafici siano correttamente compilati. Se il template Bio manca, inseriscilo tu stesso o, in alternativa, metti l'avviso {{tmp\|Bio}} che ne segnala la mancanza. Se i dati riportati sono sbagliati, correggi direttamente la voce biografica; le modifiche saranno visibili in questa lista entro pochi giorni. Per chiarimenti vedi il progetto biografie. La lista contiene solo le 81 persone che sono citate nell'enciclopedia e per le quali è stato implementato correttamente il template Bio. Pagina aggiornata al 7 gen 2025. |

## Gennaio(6)
- 5 gennaio - Georg Christoph Eimmart, astronomo e incisore tedesco (n. 1638)
- 10 gennaio - Jan van Haensbergen, pittore, disegnatore e incisore olandese (n. 1642)
- 11 gennaio - Dominik Andreas I von Kaunitz, nobile, diplomatico e politico austriaco (n. 1655)
- 12 gennaio - Luca Giordano, pittore italiano (n. 1634)
- 17 gennaio - John Ray, naturalista britannico (n. 1627)
- 28 gennaio - Lev Kirillovič Naryškin, politico russo (n. 1664)

## Febbraio(7)
- 1º febbraio - Sofia Carlotta di Hannover, regina (n. 1668)
- 4 febbraio - Giacomo Piazzetta, intagliatore e scultore italiano
- 5 febbraio - Jean Gilles, compositore francese (n. 1668)
- 5 febbraio - Philipp Jacob Spener, teologo tedesco (n. 1635)
- 7 febbraio - Mary Dering, nobildonna e compositrice inglese (n. 1629)
- 20 febbraio - Lorenz Beger, giurista, numismatico e archivista tedesco (n. 1653)
- 25 febbraio - Sybrandus van Noordt, compositore, clavicembalista e organista olandese (n. 1659)

## Marzo(5)
- 3 marzo - Adam van Lintz, poeta e matematico olandese
- 12 marzo - Mainfrain Lecomte, pittore e decoratore francese (n. 1630)
- 14 marzo - James Scott, conte di Dalkeith, nobile scozzese (n. 1674)
- 20 marzo - Massimiliano Filippo Girolamo di Baviera, principe tedesco (n. 1638)
- 22 marzo - Christian Heinrich Postel, poeta e librettista tedesco (n. 1658)

## Aprile(3)
- 6 aprile - Urbano Sacchetti, cardinale e vescovo cattolico italiano (n. 1640)
- 13 aprile - Balthasar Ableithner, scultore tedesco (n. 1613)
- 17 aprile - Johann Paul von Westhoff, compositore e violinista tedesco (n. 1656)

## Maggio(1)
- 5 maggio - Leopoldo I d'Asburgo, imperatore (n. 1640)

## Giugno(5)
- 4 giugno - Ambrosio Bembo, viaggiatore italiano (n. 1652)
- 9 giugno - Fadrique Álvarez de Toledo y Ponce de León, militare spagnolo (n. 1635)
- 16 giugno - Adriaen van der Cabel, pittore, incisore e disegnatore olandese
- 24 giugno - Loreto Mattei, poeta e storico italiano (n. 1622)
- 28 giugno - Giovanni Martino Hamerani, medaglista italiano (n. 1646)

## Luglio(2)
- 16 luglio - François Lespingola, scultore francese (n. 1644)
- 24 luglio - Philip Sidney, V conte di Leicester, nobile inglese (n. 1676)

## Agosto(3)
- 6 agosto - Giovanni Ferdinando di Auersperg, nobile austriaco (n. 1655)
- 16 agosto - Jakob Bernoulli, matematico e scienziato svizzero (n. 1654)
- 28 agosto - Giorgio Guglielmo di Brunswick-Lüneburg, nobile tedesco (n. 1624)

## Settembre(6)
- 2 settembre - Giacinto Camillo Maradei, vescovo cattolico italiano (n. 1639)
- 5 settembre - Domenico Martire, presbitero e storico italiano (n. 1634)
- 8 settembre - Cosimo Ulivelli, pittore italiano (n. 1625)
- 13 settembre - Giorgio di Assia-Darmstadt, generale tedesco (n. 1669)
- 15 settembre - Melchor Portocarrero, generale spagnolo (n. 1636)
- 19 settembre - Giovanni Sebenico, compositore, organista e tenore italiano (n. 1640)

## Ottobre(11)
- 2 ottobre - Augusto Federico di Holstein-Gottorp, principe (n. 1646)
- 2 ottobre - Palamedes Palamedesz II, pittore e decoratore olandese (n. 1633)
- 2 ottobre - Giovanni Venanzi, pittore italiano (n. 1627)
- 6 ottobre - Giovanni Bicilli, compositore e organista italiano
- 11 ottobre - Guillaume Amontons, fisico francese (n. 1663)
- 12 ottobre - Agostino Chigi, I principe di Farnese, principe italiano (n. 1634)
- 13 ottobre - Augustyn Michał Stefan Radziejowski, cardinale e arcivescovo cattolico polacco (n. 1645)
- 17 ottobre - Ninon de Lenclos, scrittrice francese (n. 1620)
- 22 ottobre - Amato Danio, giurista italiano (n. 1619)
- 27 ottobre - Tirso González de Santalla, gesuita spagnolo (n. 1624)
- 31 ottobre - Jibra'il al-Bluzani, patriarca cattolico ottomano

## Novembre(4)
- 10 novembre - Justine Siegemund, scrittrice tedesca (n. 1636)
- 11 novembre - Giuseppe Diamantini, pittore, incisore e poeta italiano (n. 1623)
- 15 novembre - Dorotea Carlotta di Brandeburgo-Ansbach, nobile tedesco (n. 1661)
- 30 novembre - Federigo Nomi, presbitero, poeta e latinista italiano (n. 1633)

## Dicembre(6)
- 8 dicembre - Antonio Teodoro Gaetano Gallio Trivulzio, nobile italiano (n. 1658)
- 13 dicembre - Plautilla Bricci, architetta e pittrice italiana (n. 1616)
- 19 dicembre - Pirro Maria Gabrielli, medico italiano (n. 1643)
- 21 dicembre - Cristina di Baden-Durlach, principessa tedesca (n. 1645)
- 23 dicembre - Luisa Dorotea di Prussia, principessa prussiana (n. 1680)
- 31 dicembre - Caterina di Braganza, sovrana (n. 1638)

## Senza giorno specificato(22)
- Suzanne du Plessis-Bellière (n. 1605)
- Giovanni Andrea Angelini Bontempi, compositore italiano (n. 1624)
- Marie-Catherine d'Aulnoy, scrittrice francese (n. 1651)
- Pierre Beauchamp, danzatore, coreografo e musicista francese (n. 1631)
- Claude Bertin, scultore francese (n. 1653)
- Domenico Bettini, pittore italiano (n. 1644)
- Carlo Bovio, gesuita, poeta e scrittore italiano (n. 1614)
- Niccolò Cevoli del Carretto, medico italiano (n. 1650)
- Juan Tomás Enríquez de Cabrera, generale e politico spagnolo (n. 1646)
- John Howe, teologo britannico (n. 1630)
- Johann Löhner, compositore e organista tedesco (n. 1645)
- Titus Oates, presbitero inglese (n. 1649)
- Federico Panza, pittore italiano (n. 1635)
- Giovanni Andrea Pauletti, storico italiano (n. 1641)
- Ignazio Pollice, compositore italiano
- Daniel Seiter, pittore austriaco
- Giovanni Andrea Spinola, poeta, politico e ambasciatore italiano (n. 1625)
- Imre Thököly, nobile e condottiero ungherese (n. 1657)
- Frans Withoos, pittore e illustratore olandese
- Franz du Hamel, generale prussiano
- Jahanzeb Banu Begum, principessa indiana
- Kavanoz Ahmed Pascià, politico ottomano